# Пучки
Пучки́ (до 1948 года Сары́-Кипча́к; укр. Пучки, крымскотат. Sarı Qıpçaq, Сары Къыпчакъ) — исчезнувшее село в Раздольненском районе Республики Крым, располагавшееся на западе района, у границы с Черноморским, в степной части Крыма, примерно в 3,5 километрах юго-восточнее современного села Котовское.

### Динамика численности населения
- 1806 год — 42 чел.[5]
- 1900 год — 10 чел.[6]
- 1915 год — 41/4 чел.[7][8]
- 1926 год — 88 чел.[9]

## История
Идентифицировать Сары-Кипчак среди, зачастую сильно искажённых, названий деревень в Камеральном Описании Крыма… 1784 года пока не удалось. После присоединения Крыма к России (8) 19 апреля 1783 года, (8) 19 февраля 1784 года, именным указом Екатерины II сенату, на территории бывшего Крымского ханства была образована Таврическая область и деревня была приписана к Евпаторийскому уезду. После павловских реформ, с 1796 по 1802 год входила в Акмечетский уезд Новороссийской губернии. По новому административному делению, после создания 8 (20) октября 1802 года Таврической губернии, Сары-Кипчак был включён в состав Яшпетской волости Евпаторийского уезда.
По Ведомости о волостях и селениях, в Евпаторийском уезде… от 19 апреля 1806 года, в деревне Сари-Кипчак числилось 9 дворов и 42 жителя крымских татар. На военно-топографической карте генерал-майора Мухина 1817 года деревня Сарыкипчак обозначена с 11 дворами.После реформы волостного деления 1829 года Сари Кипчак, согласно «Ведомости о казённых волостях Таврической губернии 1829 года» остался в составе Яшпетской волости. На карте 1836 года в деревне 12 дворов Затем, видимо, в результате эмиграции крымских татар, деревня заметно опустела и на карте 1842 года Сары-Кыпчак обозначен условным знаком «малая деревня», то есть, менее 5 дворов.
В 1860-х годах, после земской реформы Александра II, деревню приписали к Биюк-Асской волости. Согласно «Памятной книжке Таврической губернии за 1867 год», деревня была покинута, в результате эмиграции крымских татар, особенно массовой после Крымской войны 1853—1856 годов, в Турцию и лежала в развалинах. По обследованиям профессора А. Н. Козловского 1867 года, вода в колодцах деревни была пресная, а их глубина достигала 30—40 саженей «и более» (63—85 м). На трехверстовой карте Шуберта 1865—1876 года деревня Сары-Кипчак обозначена, правда, без указания числа дворов).
Возрождена деревня была в конце XIX века. Сохранился документ о выдаче ссуды неким Фице, Дубс, Клейн, Виденмеерам и Шварц под залог имения при деревнях Сары-Кипчак и Отар от 1890 года. По «…Памятной книжке Таврической губернии на 1900 год» в Сары-Кипчаке, приписанном после земской реформы 1890-х годов к Агайской волости, числилось 10 жителей в 1 дворе. По Статистическому справочнику Таврической губернии. Ч.II-я. Статистический очерк, выпуск пятый Евпаторийский уезд, 1915 год, в деревне Сары-Кипчак Агайской волости Евпаторийского уезда числилось 8 дворов со смешанным населением (2 двора с землёй, 6 — безземельные) в количестве 41 человек приписных жителей и 4 — «посторонних», из которых 20 мужчин и 25 женщин. Жители владели 900 десятинами удобной земли. В хозяйствах имелось 64 лошади, 32 вола, 13 коров и 64 головы мелкого скота.
После установления в Крыму Советской власти, по постановлению Крымревкома от 8 января 1921 года № 206 «Об изменении административных границ» была упразднена волостная система и село вошло в состав Бакальского района Евпаторийского уезда, а в 1922 году уезды получили название округов. 11 октября 1923 года, согласно постановлению ВЦИК, в административное деление Крымской АССР были внесены изменения, в результате которых округа были отменены, Бакальский район упразднён и село вошло в состав Евпаторийского района. Согласно Списку населённых пунктов Крымской АССР по Всесоюзной переписи 17 декабря 1926 года, в селе и хуторе Сары-Кипчак, в составе упразднённого к 1940 году Киргиз-Казацкого сельсовета Евпаторийского района, числилось 19 дворов, все крестьянские, население составляло 88 человек, из них 42 немца, 36 белорусов, 10 русских — вероятно, хутор был немецкий — будущее село Смольное. Постановлением ВЦИК РСФСР от 30 октября 1930 года «…о реорганизации сети районов Крымской АССР» (по другим данным 15 сентября 1931 года) село включили в состав Ак-Мечетского района, а после создания в 1935 году Ак-Шеихского района (переименованного в 1944 году в Раздольненский) включили в состав нового. Вскоре после начала Великой Отечественной войны, 18 августа 1941 года крымские немцы из села были выселены, сначала в Ставропольский край, а затем в Сибирь и северный Казахстан.
С 25 июня 1946 года в составе Крымской области РСФСР. Указом Президиума Верховного Совета РСФСР от 18 мая 1948 года, Сары-Кипчак переименовали в Пучки. 26 апреля 1954 года Крымская область была передана из состава РСФСР в состав УССР. Время включения в Славновский сельсовет пока не установлено: на 15 июня 1960 года село уже числилось в его составе. Ликвидировано к 1968 году (согласно справочнику «Крымская область. Административно-территориальное деление на 1 января 1968 года» — в период с 1954 по 1968 годы, как село Славновского сельсовета).